# Чистопрудное
Чистопрудное — село в Шадринском районе Курганской области. До преобразования в декабре 2021 года муниципального района в муниципальный округ Чистопрудненского сельсовета.

## История
До 1917 года в составе Барнëвской волости Шадринского уезда Пермской губернии. По данным на 1926 год Ферма сельскохозяйственная состояла из 19 хозяйств. В административном отношении входила в состав Шахматовского сельсовета Шадринского района Шадринского округа Уральской области. Позже на ферме разместился Шадринский сельскохозяйственный техникум.

## Население
| 1989 | 2002 | 2010 | 2011  | 2013 | 2014 | 2015 |
| ---- | ---- | ---- | ----- | ---- | ---- | ---- |
| 900  | ↗929 | ↘722 | ↗1058 | ↘773 | ↗798 | ↘771 |

По данным переписи 1926 года на ферме проживало 101 человек (62 мужчины и 39 женщин), в том числе: русские составляли 100 % населения.
Согласно результатам Всероссийской переписи населения 2002 года, в национальной структуре населения русские составляли 95 %.